# Liste der Monuments historiques in Ferrette
Die Liste der Monuments historiques in Ferrette führt die Monuments historiques in der französischen Gemeinde Ferrette auf.

## Liste der Bauwerke
| Bezeichnung                  | Beschreibung                                                                          | Standort                 | Kennzeichnung | Schutzstatus | Datum | Bild           |
| ---------------------------- | ------------------------------------------------------------------------------------- | ------------------------ | ------------- | ------------ | ----- | -------------- |
| Kirche St-Bernard-de-Menthon | Turm, 12. Jahrhundert, gotischer Chor, um 1300; Schiff und Seitenkapellen von 1913/14 | Rue Zuber (Lage)         | PA00085431    | Classé       | 1902  | weitere Bilder |
| Burg Hohenpfirt              | Ruine einer Höhenburg, 12. bis 16. Jahrhundert                                        | östlich der Stadt (Lage) | PA00085430    | Classé       | 1930  | weitere Bilder |
| Hôtel de Ville               | Renaissancegebäude, bezeichnet 1570 und 1572                                          | 38 rue du Château (Lage) | PA68000004    | Inscrit      | 1996  | weitere Bilder |